# Callinectes
Callinectes — род морских плавающих крабов из семейства Portunidae.

## Внешний вид и строение
Как и другие представители семейства, Callinectes характеризуются преобразованием пятой пары ног в широкие лопасти, которые используются для плавания. Эта способность, вместе с сильными острыми клешнями, позволяет им быть быстрыми и агрессивными хищниками.

## Виды
Род включает 16 видов:
- Callinectes affinis Fausto, 1980
- Callinectes amnicola (Rochebrune, 1883)
- Callinectes arcuatus Ordway, 1863
- Callinectes bellicosus Stimpson, 1859
- Callinectes bocourti A. Milne-Edwards, 1879
- Callinectes danae Smith, 1869
- Callinectes diacanthus
- Callinectes exasperatus (Gerstaecker, 1856)
- Callinectes gladiator Benedict, 1893
- Callinectes marginatus (A. Milne-Edwards, 1861)
- Callinectes ornatus Ordway, 1863
- Callinectes pallidus (Rochebrune, 1883)
- Callinectes rathbunae Contreras, 1930
- Callinectes sapidus Rathbun, 1896
- Callinectes similis Williams, 1966
- Callinectes toxotes Ordway, 1863